# Stane Brovet
Stanislav (Stane) Brovet (Josipdol, 14. svibnja 1930. - Beograd, 10. lipnja 2007.) bio je jugoslavenski vojni obavještajac, admiral JNA. U razdoblju od 1988. do 1992. godine obavljao je funkciju zamjenika saveznog sekretara za narodnu obranu SFRJ.

## Životopis
Rođen je 14. svibnja 1930. u Josipdolu na Pohorju (sadašnja Slovenija). Godine 1941. obitelj se preselila u Mengeš, gdje je Stane završio osnovnu školu. Nižu gimnaziju počeo je u Ljubljani, a završio u Domžalama. Stanetov otac je kao pričuvni časnik Vojske Kraljevine Jugoslavije, krajem Travanjskog rata bio zarobljen, ali je ubrzo pušten kući. Obitelj se potom preselila u Celovec, gdje je Stane nastavio školovanje.
Godine 1945., zajedno s bratom Bojanom, Stane se učlanio u Savez komunističke omladine Jugoslavije (SKOJ) i priključio se Narodnooslobodilačkoj vojsci Jugoslavije (NOVJ). Pošto je bio maloljetan, odmah poslije završetka rata je demobiliziran i poslan kući. Njegova se obitelj tada vratila u Sloveniju i preselila se u Novo Mesto, gdje je Stane završio gimnaziju. Poslije završene gimnazije, upisao je vojnopomorsku školu u Splitu i završio je s odličnim uspjehom.
U vrijeme raspada Jugoslavije Stane Brovet je bio slovenski časnik najviše razine u JNA.
Brovet se u  mirovini nastanio u Beogradu, daleko od očiju javnosti, i nikad se više nije vratio u Sloveniju. Umro je 10. lipnja 2007. godine u Beogradu.
Dva puta se ženio, iz drugog braka imao je kćer.

## Služba u JNA
Po završenju školovanja, Stane Brovet je bio raspoređen na razne dužnosti u vojnopomorskom centru. Nedugo zatim postavljen je za operativca Kontraobavještajne službe (KOS), da bi poslije godinu dana bio dodijeljen kao tajnik vojnog atašea u NR Kini i na toj dužnosti je ostao pet godina. Godine 1960. ponovo je poslan kao tajnik vojnog atašea u Italiju i na toj dužnosti je ostao do 1965. godine. Još dva puta je bio vojni ataše u Londonu, prvi put kao kapetan korvete, a drugi put kao kapetan bojnog broda.
U razdoblju  od 1976. do 1980. godine završio je Ratnu školu JNA i tom prilikom je unaprijeđen u čin kontra-admirala. Kao odličan vojni analitičar i poznavatelj stranih jezika, naročito kineskog, postavljen je za načelnika Vojnoobaveštajne agencije (Druge uprave Generalštaba JNA) i tu dužnost obavljao je u razdoblju  od 1984. do 1988. godine. Tada je unaprijeđen je u čin vice-admirala.
Kada je 1988. godine general-pukovnik Veljko Kadijević postavljen za saveznog sekretara za narodnu odbranu, Stane Brovet je izabran za zamjenika saveznog sekretara i, kasnije, unaprijeđen u čin admirala. Kao zamjenik saveznog sekretara za narodnu odbranu, Stane je bio i koordinator između Saveznog sekretarijata za narodnu odbranu i mnogih državnih institucija kao što su: Savezno izvršno vijeće, Skupština SFRJ i Predsjedništvo SFRJ.

## Raspad Jugoslavije
Kao uvjereni legalist admiral Brovet se protivio pokušajima da se rješenje za jugoslavensku krizu nalazi u intervenciji JNA.
Početkom rata u Sloveniji između slovenske policije i pripadnika Teritorijalne obrane s regrutima JNA, Brovet je otišao u Ljubljanu kao pregovarač u ime saveznih organa. Na snazi je bio prekid vatre, a on je na sastanak došao  nenaoružan. Bio je iznenađen kada su se Janez Janša, tadašnji ministar obrane, i Igor Bavčar, tadašnji ministar policije, u prostoriji pojavili pod punom ratnom opremom. Kada su sjeli, ispred sebe su, na stol prema Brovetovom svjedočenju, odložili puške. Nije reagirao na to, ali nikada nije ni zaboravio nedoličnu gestu svojih sunarodnjaka.
Zbog nemogućnosti Slobodana Miloševića da utječe na generale JNA u trenutku raspada Jugoslavije, početkom 1992. Veljko Kadijević podnio je ostavku na mjesto saveznog sekretara za narodnu odbranu što je Milošević iskoristio i izvršio umirovljenje 92 generala koji su zagovarali ideju jugoslavenstva. Među umirovljenima našli su se Stane Brovet, Aleksandar Vasiljević i drugi.